# Velkomoravský kříž z Mikulčic
Velkomoravský kříž z Mikulčic je stříbrný přívěsek ve tvaru kříže, zobrazuje reliéf s ukřižovaným Kristem v dlouhé bohatě zdobené tunice s třásněmi a kapucí. Křížek je pravděpodobně slovanského či orientálního(?) původu. Tunika mohla představovat tehdejší kněžské či mnišské roucho a Kristus tak mohl být zpodobněn jako kněz, ale vzhledem k jejímu zdobení je možno tuniku považovat i za drahý oděv urozeného velmože, ostatně Kristus někdy býval zpodobňován jako středověký panovník. Nad postavičkou je umístěn štítek s nerozluštěným nápisem CCXO(?), některé badatele dokonce vedl k domněnce, že se jedná o symboly slunce a měsíce oddělené písmenem X. Patrně se však jedná o začáteční řecká písmena ICXC slovního spojení Ἰησοῦς Χριστος používaná ve východní církvi. Expresivní výraz tváře Krista na kříži byl dříve vykládán jako vliv iroskotského umění. Iroskotská misie působila patrně na Moravě před příchodem byzantských věrozvěstů Cyrila a Metoděje. Celkové výtvarné zpracování křížku i oděv Krista však nasvědčují spíše syrskému nebo koptskému původu vyobrazení a tedy i vlivu východní byzantské-pravoslavné misie na Velké Moravě. Křížek tak ani nemusel vzniknout na území Velké Moravy, na Moravu se mohl dostat prostřednictvím obchodu. Přesto Římskokatolická církev považuje křížek za dílo iroskotské misie a považuje ho za důkaz přítomnosti katolického křesťanství na Moravě. Křížek byl nalezen několik metrů od zaniklé mikulčické baziliky a pochází pravděpodobně z vykradeného hrobu velkomoravského velmože. Repliku tohoto křížku vlastní i papež Benedikt XVI., kterou dostal od brněnského biskupa Vojtěcha Cikrle jako dar, druhou repliku si nechal biskup Cikrle zhotovit pro svůj pektorál.

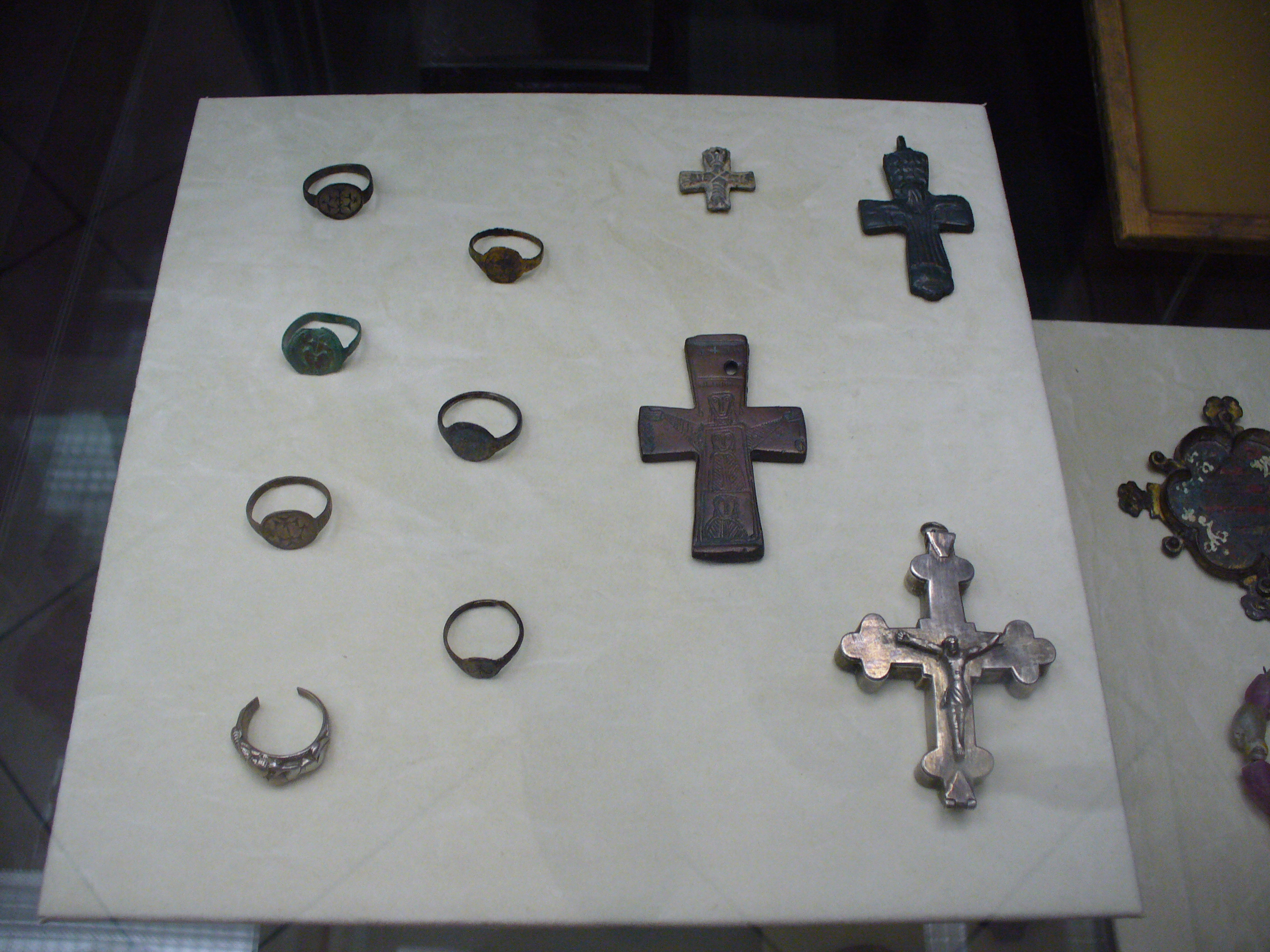
Velkomoravské šperky